# Ahmad Maher Wridat
 (janvier 2019).
Ahmad Maher Wridat, né le 22 juillet 1991 en Palestine, est un footballeur international palestinien évoluant au poste de milieu de terrain au HUS Agadir.

## Biographie

### En équipe nationale
Il joue son premier match en équipe de Palestine le 1er mars 2011, en amical contre le Pakistan (victoire 1-2). Il inscrit son premier but le 3 septembre 2014, en amical contre la Birmanie (défaite 4-1). Trois jours plus tard, il est l'auteur d'un quadruplé contre Taïwan (victoire 7-3). Il termine l'année 2014 en inscrivant un dernier but contre l'Inde (victoire 2-3). Par la suite, le 28 mars 2017, il est l'auteur d'un doublé contre les Maldives (victoire 0-3).

## Palmarès
- Champion de Cisjordanie en 2013 avec Al Drahriah